# Bolteniopsis prenanti
Bolteniopsis prenanti is een zakpijpensoort uit de familie van de Pyuridae. De wetenschappelijke naam van de soort is voor het eerst geldig gepubliceerd in 1927 door Harant.